# Єршовка (Волгоградська область)
Єршовка (рос. Ершовка) — село у Жирновському районі Волгоградської області Російської Федерації.
Населення становить 228 осіб. Входить до складу муніципального утворення Кленовське сільське поселення.

## Історія
Село розташоване у межах українського історичного та культурного регіону Жовтий Клин.
Село засноване 1825 року.
Згідно із законом від 21 лютого 2005 року № 1009-ОД для населеного пункту було встановлено органом місцевого самоврядування Кленовське сільське поселення.

## Населення
| 2010 |
| ---- |
| 228  |